# Guadalupe Pérez Arias
Guadalupe Pérez Arias (Ciudad de México, 19 de agosto de 1921-Ciudad de México, 17 de febrero de 2005) fue una cantante y actriz de doblaje mexicana. Aunque tuvo diversas actuaciones a lo largo de su carrera profesional, es recordada principalmente por su participación en los dos doblajes de Blancanieves Failine y la Princesa Aurora en las tres películas animadas de Disney, Blancanieves y los Siete Enanos (1964),  La Bella Durmiente (1959) Bambi 1942.

## Biografía y carrera

### Primeros años
Lupita Pérez Arias nació en Ciudad de México. A los 17 años de edad, ingresó al Conservatorio Nacional, tras haber sido rechazada en su intento anterior debido a su corta edad. Tras 9 años de estudio, se graduó en 1948 como cantante de ópera. Algún tiempo después, debido a su gran calidad, obtuvo una beca del Conservatorio para estudiar en Europa, primero en Madrid (España), y luego en París (Francia).
Formó parte del «Trío Arcoíris», junto a Enriqueta Martínez y Lupe Luna, teniendo presentaciones en estaciones de radio como la XEW y la XEQ.

### Incursión en la ópera
Participó en numerosas óperas y se presentó en los mejores escenarios del mundo. Es considerada una de las mejores sopranos que ha dado México.
Se presentó en el Palacio de Bellas Artes de la Ciudad de México en seis temporadas internacionales (1958, 1960, 1963, 1967 y 1969), en el Carnegie Hall de Nueva York, en el Liceo de Barcelona y en países Europeos como Francia y Holanda, entre otros.
Después de su debut internacional en 1958 con el papel ruso de Xenia en Boris Godunoven, su primer papel protagónico fue Musetta en 1960 y posteriormente en 1967 obtuvo el rol de Mimí, presentándose en diversos recintos como en la Opéra Comique de París.
Una de sus interpretaciones más destacadas, fue el papel de Micaela en la ópera "Carmen", del francés Georges Bizet en el Carnegie Hall de Nueva York.
De sus actuaciones más recordadas entre el público, destaca la inauguración de la Basílica de Guadalupe en octubre de 1976 en la que cantó como solista L’Ascenzione, de Bartolucci.

### Doblaje, vida posterior y retiro
Debido a su gran talento, en 1959 fue invitada a participar en el doblaje al español de la película de Disney La bella durmiente. Dicho doblaje fue dirigido por Edmundo Santos y significó el primero en la carrera de la cantante. En él, Lupita interpretó la voz de la Princesa Aurora en los temas musicales.
Cinco años después volvieron a llamarla, esta vez para interpretar la voz de Blancanieves en los temas musicales en el segundo doblaje en 1964 de la película Blancanieves y los siete enanos, de los estudios Disney. En esa ocasión volvió a trabajar con Edmundo Santos.
En 2001 se unió a la demanda que inició la actriz Evangelina Elizondo, quien dobló la voz en español de Cenicienta, contra la compañía Disney que exigía los derechos de regalías por la explotación de ambos doblajes en sus diferentes formatos, como discos, casetes y videos. La compañía se negó a realizar el pago correspondiente y, en cambio, procedió a redoblar ambas películas en ese mismo año con otras voces. Poco antes de su fallecimiento, Pérez Arias retiró la demanda.
En 2002, un conato de embolia le impidió seguir cantando, lo que la obligó a retirarse permanentemente del mundo artístico. 

## Muerte
El 17 de febrero de 2005, Arias falleció en Ciudad de México a los 83 años de edad, a causa de una enfermedad vascular cerebral hemorrágica e hipertensión arterial sistemática. Su cuerpo fue enterrado en el panteón Jardines del Recuerdo, ubicado en Tlalnepantla de Baz, Estado de México.

## Filmografía
| Año  | Título                  | Papel             |
| ---- | ----------------------- | ----------------- |
| 1977 | Los hermanos del viento | Cantante de Ópera |